# Алтънсарински район
Алтънсарински район (на казахски: Алтынсарин ауданы) е съставна част на Костанайска област, Казахстан. Административен център на района е Обаган (на руски: Убаганское или Убаган). Обща площ 5456 км2 и население 13 496 души (по приблизителна оценка към 1 януари 2020 г.).